# Regionale raad van Al-Kasom
De regionale raad van Al-Kasom (Hebreeuws: מועצה אזורית אל קסום, Mo'atza Azorit El Kassum, Arabisch: المجلس الإقليمي للالسحرية, Majlis Iqlimi al Kasom) is een regionale raad die actief is in het noorden van de Negev in Israël. In het gebied wonen ongeveer 20.000 inwoners. Aan de regionale raad van Al-Kasom nemen zeven nederzettingen deel.

## Plaatsen
- Al-Sayed
- Derig'at
- Kukhleh
- Makhul
- Mulada
- Tirabin al-Sana
- Umm Batin